# Retalhuleu (tỉnh)

Retalhuleu

Retalhuleu là một tỉnh ở tây nam Guatemala, kéo dài từ các khu vực núi đến bờ Thái Bình Dương. Tỉnh có diện tích 1856 km². Dân số theo điều tra năm 2002 là 241.411 người. Tỉnh lỵ là thành phố Retalhuleu.
Tỉnh này có nhiều di chỉ thời tiền Colombia như Takalik Abaj và San Juan Noj.

## Các đô thị
Tỉnh này bao gồm các đô thị:
1. Champerico
2. El Asintal
3. Nuevo San Carlos
4. Retalhuleu
5. San Andrés Villa Seca
6. San Felipe
7. San Martín Zapotitlán
8. San Sebastián
9. Santa Cruz Muluá